# Min stora sorg
Min stora sorg, artistnamn för Ann-Sofie "Anso" Francisca Lundin, född 15 februari 1981 i Gävle Maria församling i Gävleborgs län, är en svensk musiker.
Lundin växte upp i Gävle och har spelat musik sedan tonåren. Tillsammans med David Lehnberg hade hon bandet Leiah som åkte på flera Europaturnéer. Tillsammans med Linus Lutti bildade hon sedan duon Idiot Kid. När de la ner började hon göra musik på egen hand, så småningom under namnet Min stora sorg.
2012 släppte Min stora sorg singeln Blomstertid som följdes av EP:n EP. 2014 släppte on sitt första fullängdsalbum Mvh Anso M$$ på skivbolaget Playground Music.

## Diskografi i urval
- 2012 – Blomstertid (singel)
- 2012 – EP
- 2014 – Mvh Anso M$$
- 2015 – Vår/Sommar -16
- 2017 – Paus (singel)